# Mimi og madammerne
Mimi og madammerne er en dansk film fra 1998, instrueret og skrevet af Linda Wendel.

## Medvirkende
- Tammi Øst
- Dick Kaysø
- Hella Joof
- Michael Carøe
- Etta Cameron
- Tina Gylling Mortensen
- Søren Sætter-Lassen
- Michelle Bjørn-Andersen
- Morten Suurballe
- Søs Egelind
- Klaus Bondam
- Peter Gantzler